# Административно деление на Джибути
Джибути е разделена на 5 региона и един град със статут на регион – Джибути. Регионите са разделени на общо 20 окръга.

## Региони
Регионите са:
- Али Сабих
- Арта
- Джибути – град
- Дихил
- Обок
- Таджура

## Окръзи
Към 2024 г. Джибути е разделена на 20 окръга:
- Адайлу
- Аз Ейла
- Али Аде
- Али Сабих
- Арта
- Асал
- Бальо
- Галафи
- Дада'то
- Джибути
- Дихил
- Дора
- Йобоки
- Мулхуле
- Муса Али
- Обок
- Ранда
- Таджура
- Холхол
- Хор Ангар